# 1. FSV 마인츠 05
1. 푸스발- 운트 슈포르트페어라인 마인츠 05 e. V.(독일어: 1. Fußball- und Sportverein Mainz 05)는 흔히 1. FSV 마인츠 05(1. FSV Mainz 05) 나 마인츠 05(Mainz 05) , 마인츠(Mainz) 로 불리는 1905년에 창단된 라인란트팔츠주 마인츠를 연고로 하는 독일의 축구 클럽이다. 1. FSV 마인츠 05는 현재 독일 축구 1부 리그인 분데스리가에 속해 있다. 마인츠는 축구팀 외에도 핸드볼팀과 테니스팀도 운영하고 있다. 2021-22 시즌부터 대한민국의 이재성 선수가 뛰고 있다.

## 역사

### 초창기
1903년, 마인츠 시에 축구팀 창단 시도를 하였으나 실패로 돌아갔다. 2년 후인, 1905년에는 축구팀 창단에 성공하였고, 창단된 클럽명은 1. 마인처 푸스발클룹 하시아 1905 (1. Mainzer Fussballclub Hassia 1905)였다. 남독일 축구 연맹 (Süddeutschen Fußballverband)의 축구 리그에 속해있던 이 클럽은 이전에 마인처 TV 1817 (Mainzer TV 1817) 로 불리던 FC 헤어마니아 07 (FC Hermannia 07) 과 통합되어 1. 마인처 푸스발페어라인 하시아 05 (1. Mainzer Fussballverein Hassia 05) 라는 클럽이 되었고, 1912년에 하시아라는 이름이 빠졌다. 제1차 세계 대전 이후인 1919년에 또다른 클럽인 슈포르트페어라인 1908 마인츠 (Sportverein 1908 Mainz) 가 위의 통합된 클럽과 합병되어 1. 마인처 푸스발- 운트 슈포르트페어라인 05 (1. Mainzer Fußball- und Sportverein 05) 가 되었다. 눌퓐퍼는 지역 리그 챔피언쉽을 여러 차례 우승했던 강호로, 1912년에는 헤센 크라이슬리가 (Kreisliga Hessen)에서 우승을 거둔 뒤, 국가 챔피언쉽의 1라운드에도 참여하였다.

### 제3제국 시대
1920년대 말에서 1930년대 말까지, 마인츠는 마인-헤센 베치어크스리가 (Main-Hessen Bezirksliga)의 헤센 조 (Gruppe Hessen)에서 1932년과 1933년에 우승을 거두며 괜찮은 성과를 보였다. 이 성과로 제3제국이 들어서면서 마인츠는 16개의 지역별 1부리그 중 하나인 남서부 가울리가 (Gauliga Südwest) 에 포함되었다. 불행하게도, 마인츠는 단 한 시즌 만에 강등당하였다. 1938년에는 라이히스반 SV 마인츠 (Reichsbahn SV Mainz) 와 강제로 합병되어 제2차 세계 대전이 종전할 때까지 라이히스반 SV 마인츠 05 (Reichsbahn SV Mainz 05) 로 국내대회에 참여하였다.

### 분데스리가로의 먼 길
전쟁 이후, 마인츠는 또다시 개편된 독일의 1부리그인 남서부 오베르리가 (Oberliga Südwest) 에 참여하였지만, 중위권을 넘지 못하였다. 마인츠는 새 프로리그인 분데스리가가 1963년에 출범될때까지 남서부 오베르리가에 속해있었다. 분데스리가의 출범 이후, 마인츠는 40여 년의 오랜 기간을 대부분 2부리그에 머물러 있었다. 마인츠는 이 기간 중 1970년대말에서 1980년대말까지 재정난이 닥쳐 남서부 아마토이어 오베르리가 (Amateur Oberliga Südwest, 당시 3부리그) 에 속해있었다. 마인츠는 이 3부리그에서 1982년에 우승을 거두었다.
보도 헤어트라인은 구단의 회장으로 선임한 뒤 1990년까지 이 지위를 맡았고, 그 기간 동안 마인츠는 2 분데스리가로 승격되며, 프로축구계에 1988년에 1년간 복귀하였다. 원래, 마인츠는 만년 강등 후보로, 매 시즌 잔류를 위해 어려움을 겪었다. 그러나, 마인츠는 볼프강 프랑크 감독하에 독일 축구계에서 처음으로 플랫 포백의 지역 방어를 쓰는 팀이 되었다. 한편, 당시 상대팀이 쓰던 수비 방식은 리베로를 활용하는 대인 수비였다.
마인츠는 1 분데스리가 승격을 위해 시도하였으나, 1997년, 2002년, 2003년에 3차례 실패하였고, 4위로 안타깝게 승격을 놓쳤다. 특히, 2003년에는 마지막 경기에서의 93분 막판골로 승격에 실패하였다. 그로부터 1년전인 2002년에는 승점 64점을 획득하여 1 분데스리가 비승격팀으로는 최고 승점을 기록하였다. 이러한 꾸준한 시도로, 마인츠는 2004년에 위르겐 클로프 감독의 지도 하에 마침내 1 분데스리가로 진입하였다. 이후 마인츠는 1부리그에 3년 동안 버텼다. 그 후, 2009년 5월 24일에 로트바이스 오버하우젠을 4-0으로 꺾으며 1 분데스리가 복귀를 확정지었다.
마인츠는 2005-06 시즌에 UEFA 페어 플레이의 독일에 선정되었다. 마인츠는 2004-05 시즌 동안 긍정적인 경기, 상대에 대한 배려, 주심에 대한 배려, 관중의 성격, 그리고 적은 수의 경고와 퇴장 횟수에 따라 선정될 수 있었다. 결국 마인츠는 UEFA 컵에 출전하게 되었다. 슈타디온 암 브루히베크 (Stadion am Bruchweg)의 수용 인원이 적은 관계로, UEFA 컵의 홈 경기는 아인트라흐트 프랑크푸르트의 홈 구장인 코메르츠방크 아레나에서 거행되었다. FC 미카와 케플라비크 IF와의 예선전에서 승리한 뒤, 마인츠는 2005-06 시즌에 챔피언이 되는 세비야 FC한테 1라운드에서 합계 0-2로 패하였다.
2010-11 시즌의 분데스리가에서, 마인츠는 첫 7경기를 모두 승리하여 시즌 초 연승행진 기록 동률을 이루었다. 2010-11 시즌, 마인츠는 리그를 5위로 마감하였고, 그에 따라 UEFA 유로파리그 2011-12 3차 예선에 진출하였다.

## 최근 행보
| 연도    | 리그명                 | 순위  |
| 1999–00 | 2 분데스리가 (2부리그) | 9위   |
| 2000–01 | 2 분데스리가           | 14위  |
| 2001–02 | 2 분데스리가           | 4위   |
| 2002–03 | 2 분데스리가           | 4위   |
| 2003–04 | 2 분데스리가           | 3위↑  |
| 2004–05 | 1 분데스리가 (1부리그) | 11위  |
| 2005–06 | 1 분데스리가           | 11위  |
| 2006–07 | 1 분데스리가           | 16위↓ |
| 2007–08 | 2 분데스리가 (2부리그) | 4위   |
| 2008–09 | 2 분데스리가           | 2위↑  |
| 2009–10 | 1 분데스리가 (1부리그) | 9위   |
| 2010–11 | 1 분데스리가           | 5위   |
| 2011–12 | 1 분데스리가           | 13위  |
| 2012–13 | 1 분데스리가           | 13위  |
| 2013–14 | 1 분데스리가           | 7위   |
| 2014–15 | 1 분데스리가           | 11위  |

## 경기장

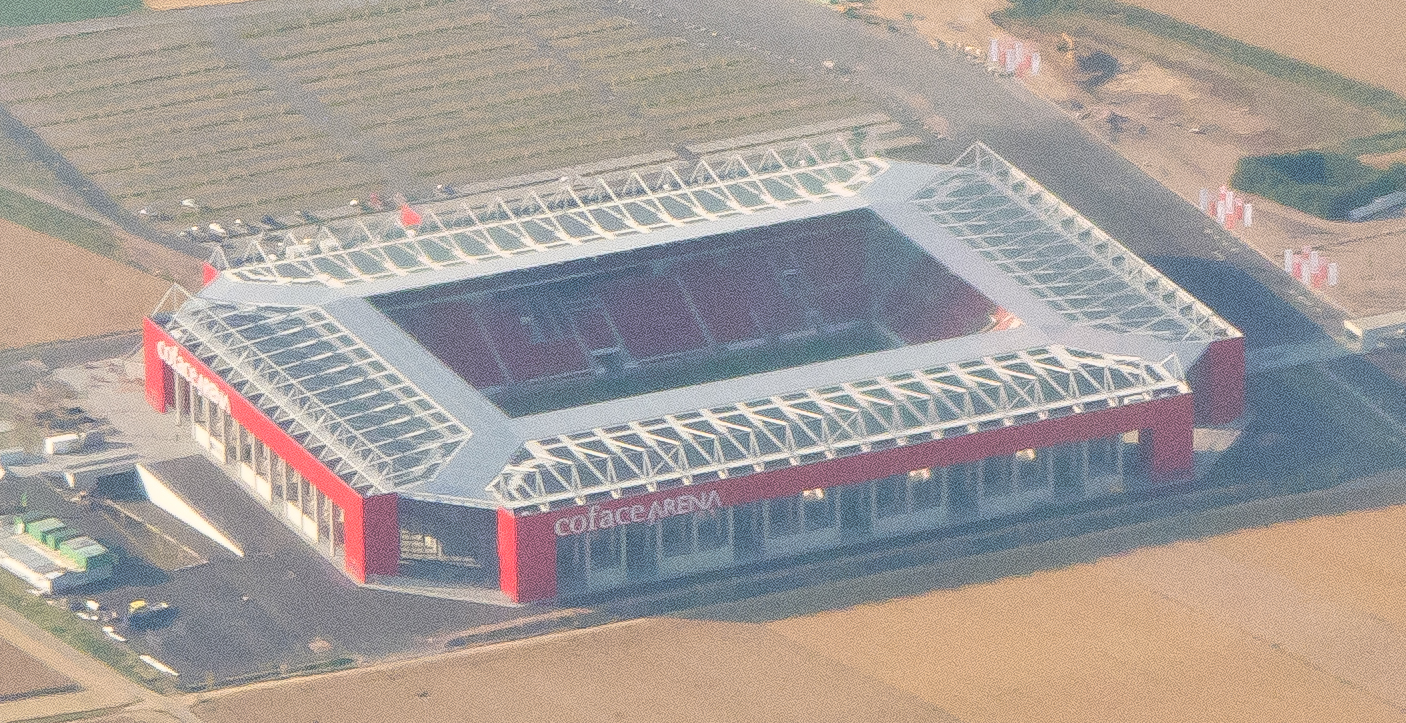
마인츠 홈구장 오펠 아레나

마인츠의 현재 홈구장은 오펠 아레나로, 33,000명을 수용할 수 있으며, 2011년 여름에 처음으로 개장하였다. 이 경기장에서 처음으로 치러진 대회는 2011년 7월 19일과 7월 20일에 거행된 2011년 리가토탈 컵 (LIGA total! Cup 2011)이었다. 이 대회에 참여한 다른 클럽은 FC 바이에른 뮌헨, 보루시아 도르트문트, 함부르크 SV였다.
오펠 아레나로 홈 구장을 옮기기 전, 마인츠는 슈타디온 암 브루히베크 (Stadion am Bruchweg)에서 홈 경기를 치렀다. 이 경기장은 1928년에 처음 지어졌으며, 여러 차례의 리모델링을 거쳐 20,300명의 관중을 수용할 수 있도록 하였다. 2 분데스리가 시절, 마인츠는 평균 15,000명의 관중을 불러모았고, 최근 들어 성공을 거두면서, 관중수가 증가하였고, 경기장은 만원이 되었다.

## 클럽 문화
마인츠는 독일 내에서 뒤셀도르프와 쾰른과 더불어서 카니발로 유명한 도시이다. 그에 따라 마인츠 선수가 홈 경기에서 골을 넣으면, 유명한 독일 카니발 행진곡인 나어할라마어쉬 (Narrhallamarsch) 가 연주된다.

## 유럽대항전
| 대회 / 시즌             | 라운드       | 국가       | 클럽                  | 홈  | 원정 | 합계                |
| ----------------------- | ------------ | ---------- | --------------------- | --- | ---- | ------------------- |
| UEFA 컵 2005-06         | 예선 1라운드 | 아르메니아 | FC 미카               | 4–0 | 0-0  | 4-0                 |
| UEFA 컵 2005-06         | 예선 2라운드 | 아이슬란드 | 케플라비크 IF         | 2–0 | 2-0  | 4-0                 |
| UEFA 컵 2005-06         | 1라운드      | 스페인     | 세비야 FC             | 0–2 | 0-0  | 0-2                 |
| UEFA 유로파리그 2011-12 | 예선 3라운드 | 루마니아   | CS 가즈 메탄 메디아슈 | 1-1 | 1-1  | 2-2, 3-4*(승부차기) |

## 주요 성적
리그
- 분데스리가
  - 5위 2010–11
- 2. 분데스리가
  - 우승: 1972–73
- 독일 아마토이어리가 우승: 1982
- UEFA 페어 플레이 선정: 2005
- 헤센 크라이슬리가 (1부리그) 우승: 1921
- 라인헤센-자르 베치어크스리가 (1부리그) 우승: 1927
- 마인-헤센 (헤센 조) 베치어크스리가 (1부리그) 우승: 1932, 1933
- 남서부 오베르리가 (3부리그) 우승: 1981, 1988, 1990, 2003+, 2008+

컵
- DFB-포칼
  - 준결승: 2008-09
- 남서부 컵 우승: 1980, 1982, 1986, 2001+, 2002+, 2003+, 2004+, 2005+

기타 대회
- 독일 U-19 챔피언쉽: 2009
- + 리저브팀 타이틀

## 선수

### 현재 선수 명단
2024년 9월 1일 기준
참고: FIFA 자격 규정에 따라 소속된 국가대표팀 국기를 표시합니다. 선수는 복수의 FIFA 비회원국 국적을 가지고 있을 수 있습니다.
| 번호 | 포지션 | 국적       | 이름                                       |
| ---- | ------ | ---------- | ------------------------------------------ |
| 1    | GK     |            | 라세 리스                                  |
| 2    | DF     |            | 필리프 음웨네                              |
| 3    | DF     |            | 모리츠 옌츠 (VfL 볼프스부르크에서 임대)    |
| 4    | MF     | 모로코     | 아이멘 바르코크                            |
| 5    | DF     |            | 막심 라이치                                |
| 6    | MF     |            | 사노 가이슈                                |
| 7    | MF     |            | 이재성                                     |
| 8    | MF     |            | 파울 네벨                                  |
| 9    | FW     |            | 카림 오니시워                              |
| 11   | FW     |            | 아르민도 지프 (바이에른 뮌헨에서 임대)     |
| 14   | MF     |            | 홍현석                                     |
| 16   | DF     |            | 슈테판 벨                                  |
| 17   | MF     | 크로아티아 | 가브리엘 비도비치 (바이에른 뮌헨에서 임대) |

| 번호 | 포지션 | 국적     | 이름                       |
| ---- | ------ | -------- | -------------------------- |
| 18   | MF     |          | 나딤 아미리                |
| 19   | DF     |          | 앙토니 카시                |
| 21   | DF     |          | 다니 다 코스타             |
| 22   | DF     |          | 니콜라스 페라트슈니히      |
| 25   | DF     |          | 안드레아스 한체올센        |
| 27   | GK     |          | 로빈 젠트너                |
| 29   | FW     |          | 조나탕 부르카르트 (부주장) |
| 30   | DF     |          | 실반 비드머 (주장)         |
| 31   | MF     |          | 도미니크 코어              |
| 33   | GK     |          | 다니엘 바츠                |
| 41   | MF     | 알바니아 | 에니스 샤바니              |
| 44   | FW     |          | 넬손 바이퍼                |
| 47   | DF     |          | 막심 달                    |

### 임대 선수 명단
참고: FIFA 자격 규정에 따라 소속된 국가대표팀 국기를 표시합니다. 선수는 복수의 FIFA 비회원국 국적을 가지고 있을 수 있습니다.
| 번호 | 포지션 | 국적 | 이름                                                 |
| ---- | ------ | ---- | ---------------------------------------------------- |
| —    | MF     |      | 에디밀송 페르난드스 (브레스트로 임대)                |
| —    | DF     |      | 톰 크라우스 (루턴 타운으로 임대)                     |
| —    | MF     |      | 니클라스 타우어 (아인트라흐트 브라운슈바이크로 임대) |

| 번호 | 포지션 | 국적 | 이름                                         |
| ---- | ------ | ---- | -------------------------------------------- |
| —    | FW     |      | 뤼도비크 아조르크 (브레스트로 임대)          |
| —    | FW     |      | 벤 봅지엔 (아우스트리아 클라겐푸르트로 임대) |
| —    | FW     |      | 마르코 리히터 (함부르크 SV로 임대)           |

## 역대 감독
| 감독                | 임기        |
| ------------------- | ----------- |
| 라인하르트 자프티히 | 1997        |
| 에크하르트 크라우춘 | 2000 ~ 2001 |
| 예른 안데르센       | 2008 ~ 2009 |
| 토마스 투헬         | 2009 ~ 2014 |
| 보 스벤손           | 2021 ~ 2023 |